# Trichophyton schoenleinii
Trichophyton schoenleinii ist ein die Hornsubstanz besiedelnder Hautpilz, der primär den Menschen befällt (anthropophiler Dermatophyt). Die Teleomorphe ist unbekannt. Er wurde von Robert Remak auf Anregung von Johann Lukas Schönlein als Auslöser des Erbgrinds identifiziert. Das Myzel verleiht befallenen Haaren aufgrund des „Hohlraumeffekts“ dunkle Abschnitte, so dass sie schwarz bebändert aussehen. Es kommt im Regelfall nicht zum Abbrechen des Haars.

## Kultur
Trichophyton schoenleinii wächst auf Nährböden langsam mit wachsartiger, feuchter Konsistenz und radiärer Faltung. Die Ober- und Unterseite sind gelblich-grau. Die Hyphen verzweigen sich durch Zweigabelung (dichotom), die teilweise an einen Kronleuchter erinnernde Muster bilden. Ein- bis dreizellige Mikrokonidien werden auf feuchten Reiskörnern gebildet, Makrokonidien dagegen fast nie.